# The Burden (court métrage)
Pour plus de détails, voir Fiche technique et Distribution.
The Burden (Min börda en version originale) est un film d'animation suédois de court métrage réalisé par Niki Lindroth von Bahr et sorti en 2017.

## Fiche technique
- Titre : The Burden
- Titre originale : Min börda
- Traduction du titre : Le Fardeau
- Réalisation : Niki Lindroth von Bahr
- Scénario : Niki Lindroth von Bahr
- Animation : Johanna Schubert, Anna Mantzaris, Kalle Mossige-Norheim, Niki Lindroth von Bahr et Eirik Grønmo Bjørnsen
- Montage : Niki Lindroth von Bahr
- Musique : Hans Appelqvist et Martin Luuk
- Producteur : Karl Wettre
- Production : Malade AB
- Pays d'origine : Modèle:Suédois
- Durée : 14 minutes 45
- Dates de sortie :
  -  France : 12 juin 2017 (FIFA 2017)

## Distribution
- Sven Björklund
- Carl Englén
- Mattias Fransson
- Olof Wretling

## Distinctions
Il remporte le Cristal du meilleur court métrage à l'édition 2017 du festival international du film d'animation d'Annecy.